# Sanikel
Die Pflanzengattung Sanikel  (Sanicula) gehört zur Familie der Doldenblütler (Apiaceae). Die etwa 40 Arten haben ihr Hauptverbreitungsgebiete in Nordamerika (22 Arten) und Ostasien. Der Wald-Sanikel (Sanicula europaea) ist die einzige in Europa heimische Art und gilt als Tertiärrelikt.

## Beschreibung

### Vegetative Merkmale
Sanikel-Arten sind niedrige, schlanke, niederliegende oder aufrecht wachsende zweijährige oder ausdauernde krautige Pflanzen. Die oberirdischen Pflanzenteile sind kahl. Sie wachsen verzweigend oder aufrecht, gerade und unverzweigt aus einem kurzen Wurzelstock oder direkt aus spindelförmigen oder knollenförmigen Wurzeln. Die Sprossachse ist meist verzweigt, die Anordnung der Verzweigungen ist sehr unterschiedlich.
Die Laubblätter sind gestielt oder fast sitzend. Die membranartig dünne bis beinahe lederartige Blattspreite ist handförmig oder fiederspaltig geteilt bis mehrfach zusammengesetzt. Die einzelnen Blattteile sind unterschiedlich gezähnt, gelappt, fiederspaltig geteilt oder ganzrandig. Die Blattspindel ist kahl oder beflügelt.

### Blütenstände und Blüten

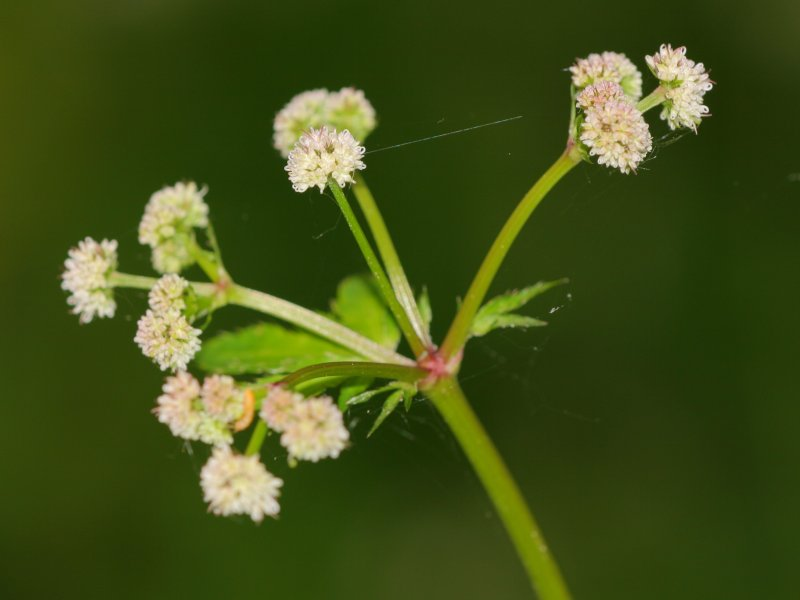
Blütenstand des Wald-Sanikel (Sanicula europaea)

Die Blütenstände bestehen aus einfachen kopfförmigen Dolden, die zymös oder traubig angeordnet sind. Der Hüllkelch besteht aus ganzrandigen oder gelappten Tragblättern, die sowohl länger als auch kürzer als die Dolden sein können. Die Dolden sind zweigeschlechtig oder eingeschlechtig, wobei dann nur männliche Blüten gebildet werden. Die Blüten stehen an Blütenstielen oder sind fast sitzend. Dabei werden die rein männlichen Blüten oft auffallend durch Blütenstiele hervorgehoben und fallen früh ab oder sind beständig.
Die Blüten sind weiß, grünlich-weiß, grünlich-gelb, gelb, rot, lila, blau oder violett. Die Kelchblätter sind borstenförmig, linealisch-lanzettlich oder abgestumpft eiförmig und beinahe einzeln stehend bis stark miteinander verwachsen. An der reifen Frucht sind die Kelchblätter geschnäbelt oder durch die Bewehrung der Früchte verdeckt. Der Rand der spatelförmigen bis eiförmigen Kronblätter ist gebuchtet, die Spitze ist eingeengt und eingebogen. Der Griffel ist entweder kürzer als die Kelchzipfel oder verlängert, abstehend, zurückgebogen oder geschraubt. Das Stylopodium fehlt oder ist abgeflacht und scheibenförmig.

### Früchte und Samen
Die Früchte sind länglich-eiförmig bis kugelförmig und seitlich etwas abgeflacht. Die Früchte sind dicht mit Stacheln, Ährchen, Schuppen oder Knöllchen besetzt. Die Stacheln sind an der Basis oftmals verbreitert oder knollig, gerade oder mit einem Haken versehen. Rippen sind nur ansatzweise vorhanden. Das Karpell ist beinahe drehrund oder lateral oder dorsal abgeflacht. Die Ölstriemen können groß oder klein sein, in regelmäßiger oder unregelmäßiger Anordnung stehen. Es befinden sich drei bis zu einer Vielzahl Ölstriemen unter der dorsalen und lateralen Oberfläche und meist zwei an der Kommissur. Die Samenoberfläche ist glatt, konkav oder faltig, verstärkende Zellen fehlen.

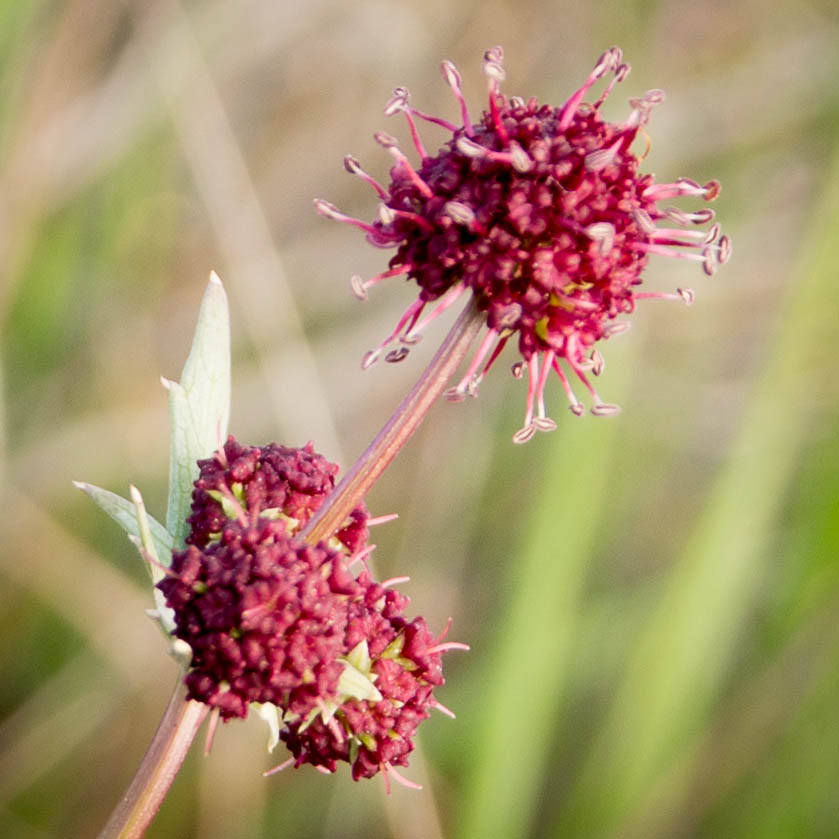
Sanicula bipinnatifida

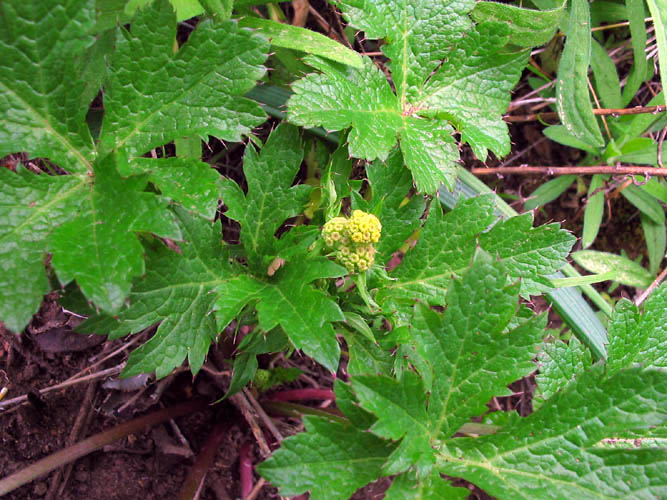
Sanicula crassicaulis

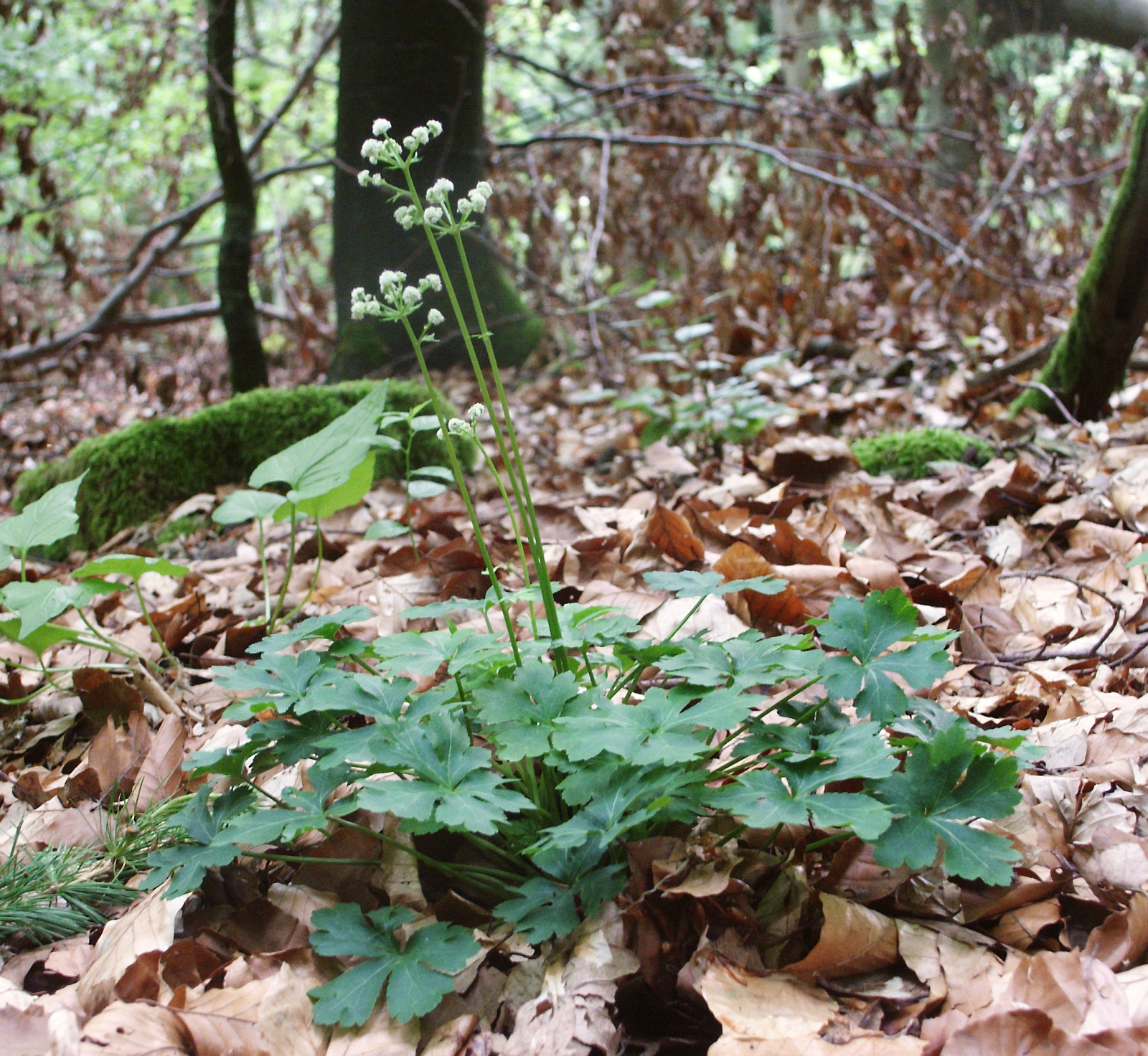
Habitus des Wald-Sanikel (Sanicula europaea)

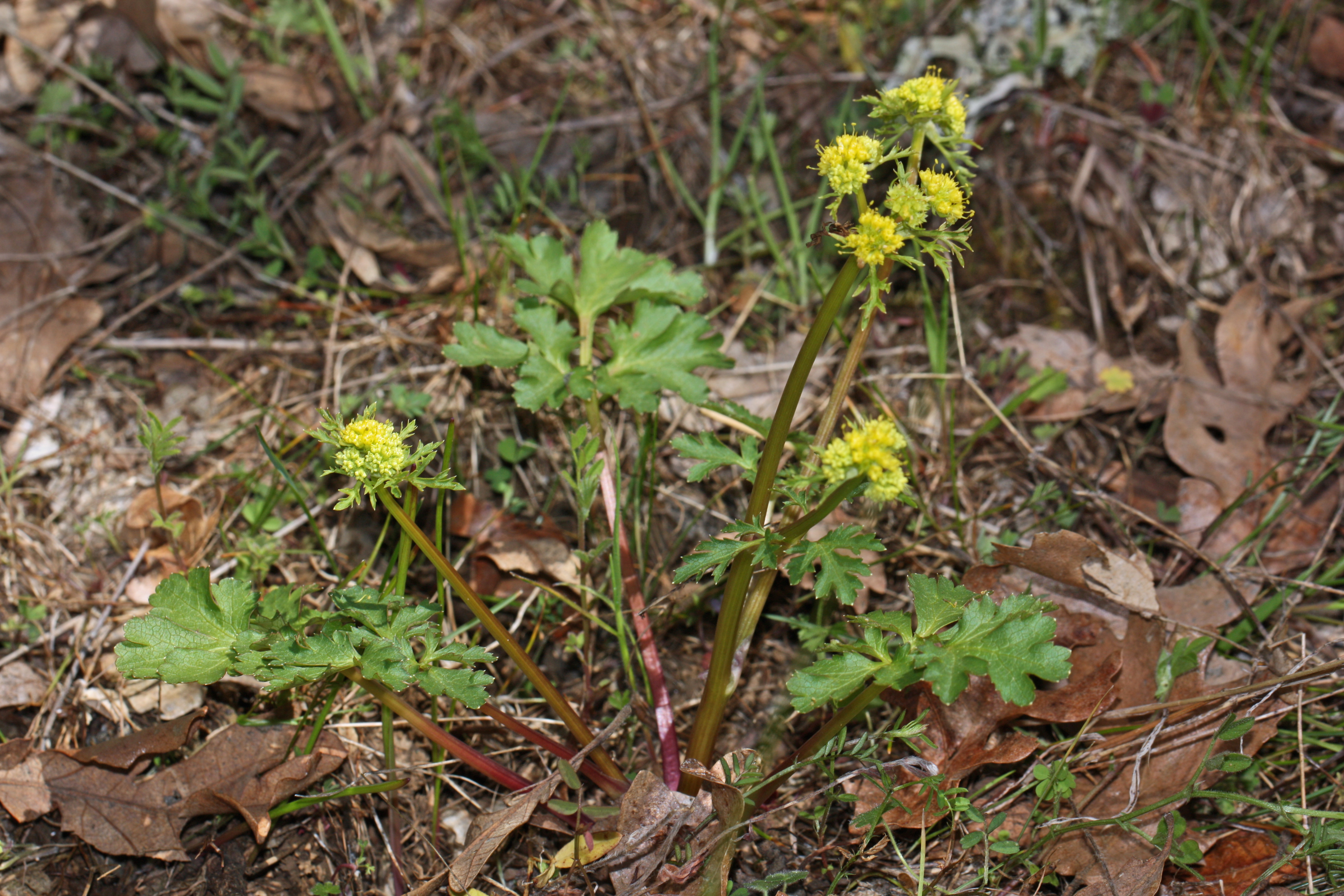
Sanicula graveolens

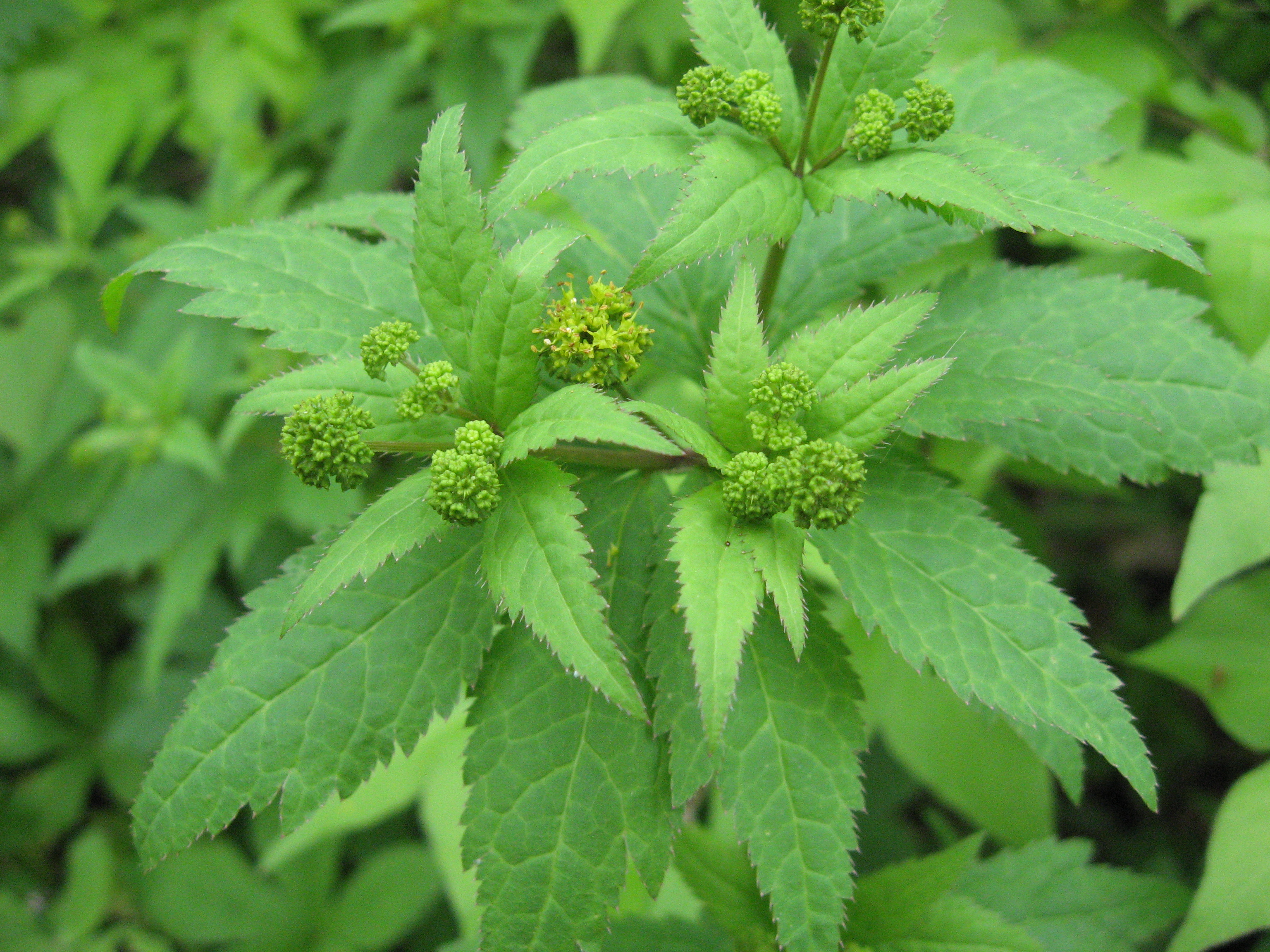
Sanicula odorata

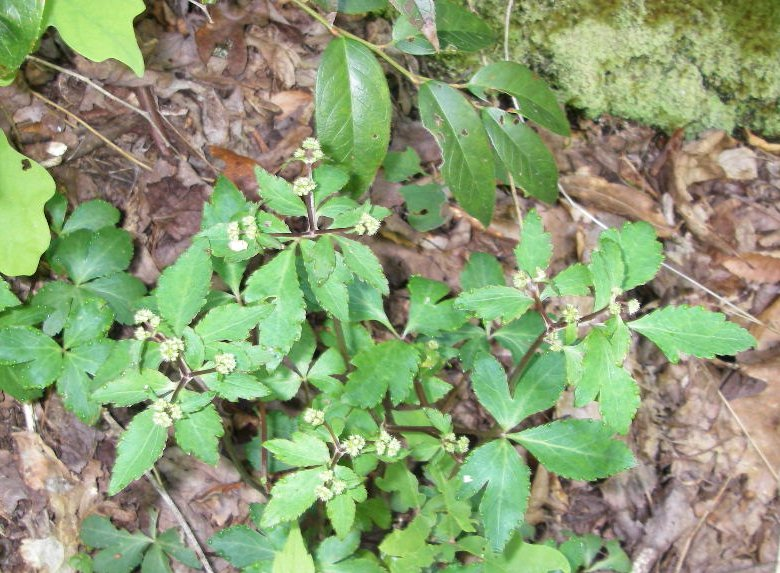
Sanicula smallii

## Systematik
Die Gattung Sanicula wurde durch Carl von Linné aufgestellt. Mit dem deutschen Trivialnamen Sanikel (mittelhochdeutsch bereits feminin und maskulin) wurden auch Arten anderer Gattungen bezeichnet (Quirlblättrige Zahnwurz, Große Sterndolde, Buschwindröschen, Echte Nelkenwurz).
Die Gattung Sanicula enthält etwa 40 Arten (Auswahl):
- Sanicula arctopoides Hook. & Arn.: Die Heimat ist British Columbia, Washington, Oregon und Kalifornien.[4]
- Sanicula arguta Greene ex Coult. & Rose: Sie ist in Nordamerika verbreitet.
- Sanicula astrantiifolia H. Wolff ex Kretzschmer: Sie kommt in Tibet und in den chinesischen Provinzen Sichuan sowie Yunnan vor.[3]
- Sanicula azorica Seub.: Sie kommt auf den Azoren vor.[5]
- Sanicula bipinnata Hook. & Arn.: Die Heimat ist Kalifornien.[4]
- Sanicula bipinnatifida Douglas: Die Heimat ist British Columbia, Oregon, Washington, Kalifornien und das mexikanische Baja California.[4]
- Sanicula caerulescens Franch.: Sie kommt in den chinesischen Provinzen Sichuan sowie Yunnan und in der Stadt Chongqing vor.[3]
- Sanicula canadensis L.: Sie ist in Kanada und den USA verbreitet.[4]
- Sanicula chinensis Bunge: Die Heimat ist China, Ostsibirien, Nordjapan und Korea verbreitet.[3]
- Sanicula crassicaulis Poepp. ex DC.: Die Heimat ist British Columbia, Oregon, Washington, Kalifornien und das mexikanische Baja California.[4]
- Sanicula elata Buch.-Ham. ex G.Don (Syn.: Sanicula europaea var. javanica Wolff): Sie ist in Ostafrika, Sri Lanka, im nördlichen Indien, Pakistan, Bhutan, Nepal, Myanmar, Vietnam, China, Indonesien, Malaysia, Japan und auf den Philippinen weitverbreitet.[3]
- Sanicula elongata K.T.Fu: Sie kommt in den chinesischen Provinzen Gansu sowie Shaanxi vor.[3]
- Wald-Sanikel (Sanicula europaea L.)
- Sanicula giraldii H. Wolff: Die Heimat ist China.[3]
- Sanicula graveolens Poepp. ex DC.: Die Heimat ist British Columbia, Oregon, Washington, Wyoming, Montana, Nevada, Kalifornien, Argentinien und Chile.[4]
- Sanicula hacquetioides Franch.: Die Heimat ist China.[3]
- Sanicula lamelligera Hance: Die Heimat ist China und Japan.[3]
- Sanicula marilandica L.: Die Heimat sind Kanada und die USA.[4]
- Sanicula odorata (Raf.) Pryer & Phillippe: Sie ist in Kanada und den USA verbreitet.[4]
- Sanicula orthacantha S.Moore: Sie ist Indien, Kambodscha, Laos, Vietnam und China verbreitet.[3]
- Sanicula oviformis X.T.Liu & Z.Y.Liu: Sie kommt nur in der chinesischen Stadt Chongqing vor.[3]
- Sanicula pengshuiensis M.L.Sheh & Z.Y.Liu: Dieser Endemit kommt in Pengshui in der chinesischen Stadt Chongqing vor.[3]
- Sanicula petagnioides Hayata: Die Heimat ist Taiwan.[3]
- Sanicula rubriflora F. Schmidt ex Maxim.: Sie ist China, in der Mongolei, Japan, Ostsibirien und Korea verbreitet.[3]
- Sanicula rugulosa Diels: Sie kommt in Tibet und in der chinesischen Stadt Chongqing vor.[3]
- Sanicula serrata H. Wolff: Die Heimat ist China.[3]
- Sanicula smallii E.P.Bicknell: Die Heimat sind die USA.[4]
- Sanicula tienmuensis Sjan & Constance: Sie kommt in den chinesischen Provinzen Sichuan sowie Zhejiang vor.[3]
- Sanicula tuberculata Maxim.: Sie kommt in Korea, im südlichen Japan und in der chinesischen Provinz Heilongjiang vor.[3]
- Sanicula tuberosa Torr.: Sie ist in Nordamerika verbreitet.